# Association Internationale de Linguistique Appliquée
Die Association Internationale de Linguistique Appliquée  oder International Association of Applied Linguistics (AILA) ist ein internationaler Dachverband für nationale und regionale sprachwissenschaftliche Fachgesellschaften. Die Gesellschaft hat über 8000 Mitglieder.

## Wirkungsbereich
Der Verein wurde im Jahre 1964 im Rahmen eines Internationalen Kolloquiums zur Angewandten Linguistik an der Universität Nancy als zunächst europäische Initiative gegründet. Deshalb der ursprünglich französische Name als Basis des Akronyms. Mittlerweile sind in der AILA weltweit mehr als 8000 Wissenschaftler über die Mitgliedsverbände aktiv. AILA ist eine anerkannte Nichtregierungsorganisation (NRO) mit offiziellem Beratungsstatus bei der UNESCO sowie dem Europarat.
Gemäß Satzung verfolgt die AILA das Ziel, den internationalen und weltweiten wissenschaftlichen Austausch bezogen auf alle Teilbereiche und Bezugswissenschaften des multidisziplinären  Felds der Angewandten Linguistik aktiv zu fördern. Dazu vernetzt sie nationale und internationale Aktivitäten und Initiativen, die sich z. B. auf die Erforschung und Optimierung von Sprachlernen und Spracherwerb, Mehrsprachigkeit, Sprachenpolitik, Multikulturalität sowie Kommunikationsprozessen in alltäglichen und professionellen Anwendungsfeldern richten. Zu diesem Zweck führt der Verband alle drei Jahre einen Weltkongress mit in der Regel ca. 2000 Teilnehmern durch. Die Förderung des wissenschaftlichen Nachwuchses und der Einbeziehung von Wissenschaftlern aus finanziell schlechter gestellten Ländern in angewandt-linguistische Diskurse ist ein besonderes Anliegen der AILA. Dazu unterhält sie einen Solidaritätsfonds, aus dem Stipendien für die Teilnahme an den Weltkongressen finanziert werden. Der Verband wird von einem Internationalen Exekutivrat geleitet. Präsident seit August 2011 ist Bernd Rüschoff (D); Generalsekretär seit 2008 Daniel Perrin (CH). Die deutsche Angewandte Linguistik ist über die Gesellschaft für Angewandte Linguistik e.V. in der AILA vertreten.

## Research Networks
Die Zusammenarbeit zu grundständig oder aktuell wichtigen Themen oder Teildisziplinen wird zudem über die internationalen Research Networks (ReN) organisiert. Gegenwärtig existieren ReNs zu folgenden Themen:
1. Bilingualer Sachfachunterricht und Immersion
2. Technologiegestützter Sprachunterricht und der Lerner
3. Sprache und Migration
4. Sprache, Lese- und Schreibfertigkeit und Identity Work in kommunalen Lerneinrichtungen
5. Lehrerbildung und Professionalisierung von Sprachlehrern
6. Folk-Linguistik
7. Lernerautonomie im Sprachenlernen
8. Multilingualismus: Spracherwerb und Sprachgebrauch
9. Multilingualismus in Ländern der ehemaligen Sowjetunion
10. Online Wörterbücher in der Linguistik und Kommunikationswissenschaften Linguistics and Communication Science
11. Aufgabenkomplexität im Zweitsprachenlernen
12. Verschriftlichte Lehrerrückmeldungen
13. Literature in Language Learning and Teaching

## Tagungen und Kongresse
Der Verein führt alle drei Jahre einen Weltkongress mit in der Regel ca. 2000 Teilnehmern durch. Im Jahre 2008 fand dieser Weltkongress in Essen in Deutschland statt.

## Publikationen
Die Gesellschaft gibt eine wissenschaftliche Fachzeitschrift (AILA Review) sowie eine Buchreihe AILA Applied Linguistics Series (AALS) heraus. Sie publiziert außerdem einen Newsletter (AILA News).